# Edwin Frederick O'Brien
Edwin Frederick O'Brien (Bronx, 8. travnja 1939.) američki je katolički prelat koji je bio na čelu Reda Svetog groba od 2011. do 2019. godine. Prethodno je služio kao nadbiskup Baltimorea od 2007. do 2011. i kao vojni nadbiskup SAD-a, od 1997. do 2007. Bio je pomoćni biskup njujorške nadbiskupije od 1996. do 1997. godine. O'Brien je proglašen kardinalom 2012. godine.
Benedikt XVI. imenovao je O'Briena kardinalom 18. veljače 2012. godine. O'Brien je proglašen kardinalom-đakonom crkve San Sebastiana al Palatina. O'Brien je 15. ožujka 2012. imenovan velikim meštrom konjičkog reda Svetog groba jeruzalemskog.